# Droppin’ Things
Droppin’ Things — концертный альбом американской джазовой певицы Бетти Картер, выпущенный в 1990 году на лейбле Verve Records. Альбом был записан в нью-йоркском ночном клубе The Bottom Line 25 и 26 мая 1990 года, за исключением попурри из «Stardust» и «Memories of You», записанного на студии Mastersound 7 июня 1990 года.
К её трио того периода (пианист Марк Кэри, басист Тарус Матин и барабанщик Грегори Хатчинсон) присоединились трубач Фредди Хаббард и тенор-саксофонист Крейг Хэнди в четырёх из семи композиций, а попурри Картер исполняет в сопровождении пианистки Джери Аллен.
На 32-й церемонии вручения премии «Грэмми» выступление Картер с этим альбомом было номинировано как лучшее джазовое вокальное исполнение среди женщин.
Альбом достиг 3-й строчки джазового чарта журнала Billboard.

## Отзывы критиков
| Оценки критиков                            | Оценки критиков |
| Источник                                   | Оценка          |
| ------------------------------------------ | --------------- |
| AllMusic                                   | [ 2 ]           |
| Encyclopedia of Popular Music              | [ 3 ]           |
| MusicHound Jazz: The Essential Album Guide | [ 4 ]           |
| The Rolling Stone Jazz & Blues Album Guide | [ 5 ]           |

Рецензент AllMusic Скотт Яноу отметил, что второй альбом Бетти Картер для Verve укрепил её репутацию одной из лучших певиц джаза.

## Список композиций
1. «30 Years» (Бетти Картер) — 3:58
2. «Stardust / Memories of You» (Хоги Кармайкл, Митчелл Пэриш / Юби Блейк, Энди Разаф) — 12:37
3. «What’s the Use of Wond’rin'?» (Оскар Хаммерстайн II, Ричард Роджерс) — 5:22
4. «Open the Door '90» (Бетти Картер) — 5:20
5. «Droppin' Things» (Бетти Картер) — 6:34
6. «I Love Music» (Эмиль Бойд, Хэл Смит) — 7:40
7. «Why Him?» (Бертон Лэйн, Алан Джей Лернер) — 7:50
8. «Dull Day (In Chicago)» (Бетти Картер) — 12:13

## Участники записи
Музыканты
- Бетти Картер — вокал, продюсер
- Тарус Матин — бас-гитара
- Грегори Хатчинсон — ударные
- Крейг Хэнди — тенор-саксофон (треки 4, 5, 7, 8)
- Фредди Хаббард — труба (4, 5, 7, 8)
- Марк Кэри, Джери Аллен (2) — фортепиано

Техперсонал
- Джо Ферла — звукорежиссёр, запись, сведение
- Эд Коренго — ассистент звукорежиссёра (Ladyland Studio)
- Дэйв Парла, Дэвид Меррилл — ассистент звукорежиссёра (Mastersound)
- Джек Адельман — мастеринг
- Джей Ньюленд — цифровой монтаж

Все данные взяты из примечаний к альбому.

## Чарты

### Еженедельные чарты
| Чарт (1990)                     | Высшая позиция |
| ------------------------------- | -------------- |
| США (Billboard Top Jazz Albums) | 3              |

### Годовые чарты
| Чарт (1991)                     | Позиция |
| ------------------------------- | ------- |
| США (Billboard Top Jazz Albums) | 9       |